# Bergisches Straßenbahnmuseum
| Die Wagenhalle an der Endhaltestelle „Kohlfurter Brücke (Betriebshof)“ (2005) |                                                 |                                           |                                           |
| Streckenlänge: | Linienbetrieb: 2,84 km Betriebsstrecke: 0,36 km |                                           |                                           |
| Spurweite: | 1000 mm (Meterspur)                             |                                           |                                           |
| Stromsystem: | 650 V =                                         |                                           |                                           |
| Maximale Neigung: | 47 ‰                                            |                                           |                                           |
| |                                                 |                                           |                                           |
| \| \| \| ehem. Strecke nach Solingen \| \| \| \| \| Solingen-Kohlfurth \| \| \| \| \| Kohlfurther Brücke (Wupper) \| \| \| \| 0,00 \| heutiges Streckenende \| heutiges Streckenende \| \| \| \| \| \| \| \| \| Kohlfurther Brücke (Betriebshof) \| 114 m ü. M. \| \| \| \| Bahndamm mit \| \| \| \| \| Straßenunterführung \| \| \| \| \| \| \| \| \| 0,65 \| Schulkohlfurt \| Schulkohlfurt \| \| \| \| Petrikshammer (Manuelskotten) \| \| \| \| \| \| \| \| \| \| Friedrichshammer (Kaltenbachtal) \| \| \| \| 2,26 \| Kaltenbach \| Kaltenbach \| \| \| \| \| \| \| \| 2,59 \| Greuel (Naturfreundehaus) \| 228 m ü. M. \| \| \| \| Greuel, aktuelle Endhaltestelle \| \| \| \| \| Greueler Str. \| \| \| \| 3,16 \| Möschenborn Reaktivierung in Vorbereitung \| Möschenborn Reaktivierung in Vorbereitung \| \| \| \| ehem. Strecke nach Wuppertal \| 261 m ü. M. \| |                                                 |                                           |                                           |
| U-Bahn-Strecke (außer Betrieb) |                                                 | ehem. Strecke nach Solingen               | ehem. Strecke nach Solingen               |
| U-Bahn-Haltepunkt / Haltestelle (Strecke außer Betrieb) |                                                 | Solingen-Kohlfurth                        | Solingen-Kohlfurth                        |
| U-Bahn-Brücke über Wasserlauf (Strecke außer Betrieb) |                                                 | Kohlfurther Brücke (Wupper)               | Kohlfurther Brücke (Wupper)               |
| | 0,00                                            | heutiges Streckenende                     | heutiges Streckenende                     |
| U-Bahn-Strecke von links · U-Bahn-Abzweig geradeaus und nach rechts |                                                 |                                           |                                           |
| U-Bahn-Betriebs-/Güterbahnhof Streckenende · U-Bahn-Bahnhof |                                                 | Kohlfurther Brücke (Betriebshof)          | 114 m ü. M.                               |
| |                                                 | Bahndamm mit                              |                                           |
| U-Bahn-Brücke |                                                 | Straßenunterführung                       | Straßenunterführung                       |
| |                                                 |                                           |                                           |
| U-Bahn-Haltepunkt / Haltestelle | 0,65                                            | Schulkohlfurt                             | Schulkohlfurt                             |
| U-Bahn-Haltepunkt / Haltestelle |                                                 | Petrikshammer (Manuelskotten)             | Petrikshammer (Manuelskotten)             |
| U-Bahn-Brücke über Wasserlauf |                                                 |                                           |                                           |
| U-Bahn-Haltepunkt / Haltestelle |                                                 | Friedrichshammer (Kaltenbachtal)          | Friedrichshammer (Kaltenbachtal)          |
| U-Bahn-Haltepunkt / Haltestelle | 2,26                                            | Kaltenbach                                | Kaltenbach                                |
| U-Bahn-Brücke über Wasserlauf |                                                 |                                           |                                           |
| U-Bahn-Haltepunkt / Haltestelle | 2,59                                            | Greuel (Naturfreundehaus)                 | 228 m ü. M.                               |
| U-Bahn-Bahnübergang |                                                 | Greuel, aktuelle Endhaltestelle           | Greuel, aktuelle Endhaltestelle           |
| U-Bahn-Bahnübergang (Strecke außer Betrieb) |                                                 | Greueler Str.                             | Greueler Str.                             |
| U-Bahn-Haltepunkt / Haltestelle (Strecke außer Betrieb) | 3,16                                            | Möschenborn Reaktivierung in Vorbereitung | Möschenborn Reaktivierung in Vorbereitung |
| U-Bahn-Strecke (außer Betrieb) |                                                 | ehem. Strecke nach Wuppertal              | 261 m ü. M.                               |

Das Bergische Straßenbahnmuseum (BSM) ist ein Museum in Wuppertal-Kohlfurth, das sich zum Ziel gesetzt hat, an die zahlreichen Straßenbahnbetriebe im Bergischen Land zu erinnern. Betreiber ist der ehrenamtliche Verein Bergische Museumsbahnen e. V. (BMB). Das Museum unterhält den kleinsten nach BOStrab konzessionierten Straßenbahnbetrieb Deutschlands.

## Geschichte

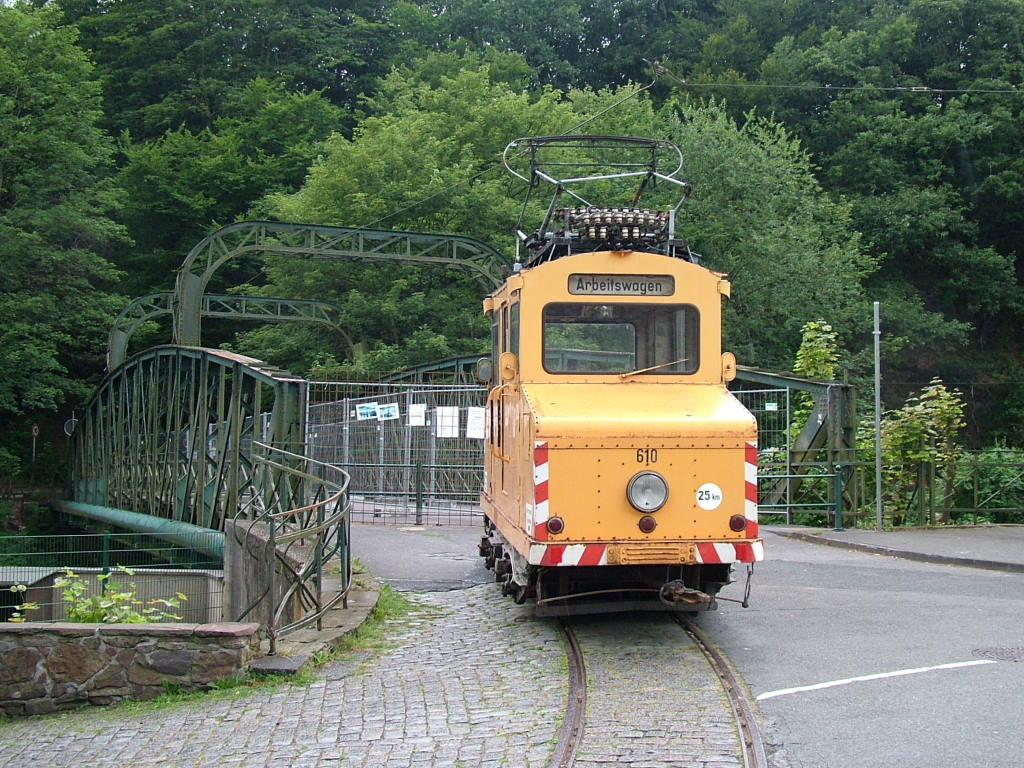
Schleiflok 610, Baujahr 1950, ehemals Bogestra-Bahn, beim Bergischen Straßenbahnmuseum in Wuppertal vor der zu diesem Zeitpunkt noch nicht renovierten Kohlfurther Brücke, inzwischen verkauft.

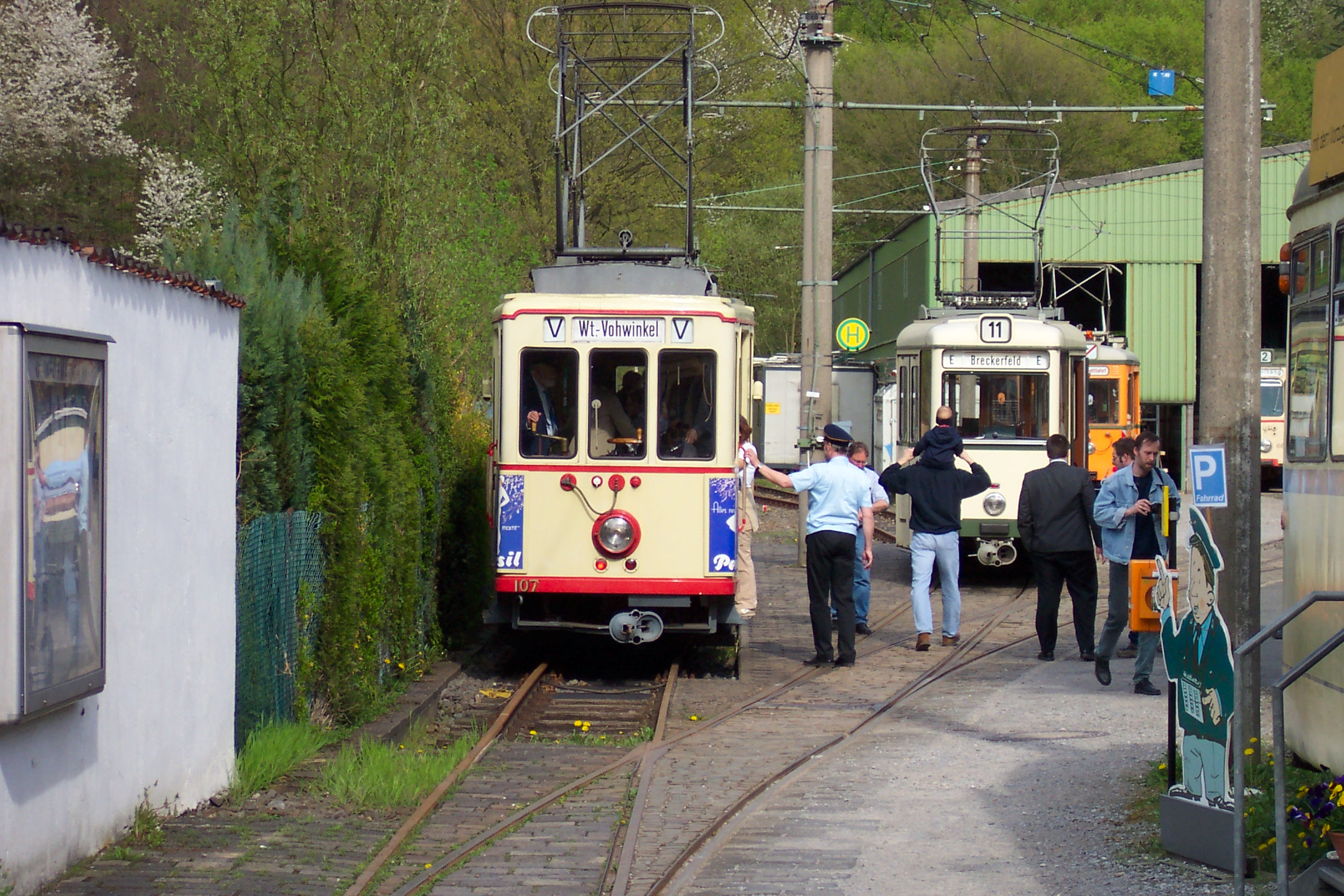
Fahrzeuge in der Kohlfurth, hinten rechts die Wagenhalle

Anlass zur Einrichtung des Straßenbahnmuseums waren die immer weiter fortschreitenden Stilllegungen der Straßenbahnbetriebe im Bergischen Land. Die Straßenbahnen in und um Wuppertal bildeten mit einer Streckenlänge von zusammen über 300 km einst das viertlängste Straßenbahnnetz Deutschlands.
Die Linien wurden nach und nach auf den Betrieb mit Omnibussen umgestellt. Zunächst wurden die ausgedehnten Überlandstrecken zurückgebaut, schließlich wurden auch die Städte Solingen, Remscheid und Wuppertal straßenbahnfrei. In Wuppertal fuhr die letzte Straßenbahn im Jahr 1987. Deshalb regte sich der Wunsch, an die Zeit der Straßenbahn im Bergischen zu erinnern. Schon 1969 gründete sich der Verein „Bergische Museumsbahnen e. V.“, welcher 1973 ein 3,2 km langes meterspuriges Streckenstück zwischen Wuppertal-Kohlfurth und Wuppertal-Cronenberg erwarb, das bis 1969 ein Teil der Überlandlinie 5 (Wuppertal–Solingen) gewesen war.
In den folgenden Jahren wurde die Strecke saniert. Neben mehreren hundert Metern neuer Schienen und einiger Kilometer neuen Kupferfahrdrahts wurde auch eine eigene Stromversorgung aufgebaut. Die Gleichrichterstation „Am Schütt“ wurde 1989 in Betrieb genommen, damit war wieder elektrischer Fahrbetrieb auf der Strecke möglich.
Das Betriebshofgelände entstand in der Kohlfurth auf einem Gelände nahe der ehemaligen Haltestelle und in direkter Nähe zur 1893 erbauten Wupperbrücke. Zunächst wurden einige Abstellgleise erbaut, und noch in den 1970er Jahren begann man in Eigenarbeit mit dem Bau einer Werkstatt-, Abstell- und Ausstellungshalle, die 1989 im Rohbau fertiggestellt werden konnte. Dadurch war es erstmals möglich, den Großteil der Fahrzeugsammlung wettergeschützt unterzustellen.
Nachdem 1991 die Konzession für einen Straßenbahnbetrieb auf dem sanierten Streckenstück bis zur Haltestelle Friedrichshammer erteilt worden war, wurde das Museum 1992 durch den damaligen nordrhein-westfälischen Ministerpräsidenten Johannes Rau eröffnet. Für den Fahrbetrieb standen anfangs zwei Triebwagen zur Verfügung. Im Jahr darauf konnte der Verein einen weiteren Streckenabschnitt bis zur Haltestelle Kaltenbach in Betrieb nehmen und seit 1997 fahren die Straßenbahnen bis zur derzeitigen Endhaltestelle Greuel (Naturfreundehaus). Zusätzlich konnte ein weiterer Triebwagen wieder in Betrieb genommen werden, auf den im Jahr 1999 zwei weitere betriebsfähige Triebwagen folgten.
Im Jahr 2006 wurde die Fahrzeughalle fertiggestellt, ein Werkstattanbau folgte 2008. In den Jahren 2005 und 2008 waren mehrere Fahrzeuge aus verschiedenen Anlässen außerhalb der Kohlfurth eingesetzt. Zum 40-jährigen Vereinsjubiläum 2009 konnte die Aufarbeitung eines sechsten Triebwagens abgeschlossen werden, der nun ebenfalls an Fahrtagen zum Einsatz kommt.
Im Januar 2008 wurde aus dem ehemaligen Straßenbahndepot im Stadtteil Cronenberg-Unterkirchen ein weiteres Fahrzeug in die Kohlfurth überführt. Der Verein nutzte das ehemalige Depot als Lagerstätte für fünf restaurierungsbedürftige Triebwagen sowie einen Beiwagen. Als das Depot im Dezember 2008 für den Bau zweier Supermärkte abgerissen wurde, wurden auch die anderen vier Triebwagen in die Kohlfurth gebracht, der Beiwagen kehrte in seine Ursprungsstadt Reutlingen zurück.
Im April 2013 wurden aus Platzgründen sechs nicht einsatzfähige Trieb- und Beiwagen ausgelagert.
Im März 2014 konnten aus der Privatsammlung des verstorbenen Ehrenvorsitzenden ein Trieb- und ein Beiwagen übernommen werden. Der Triebwagen stammt ursprünglich von der Remscheider Straßenbahn, der Beiwagen von den Bergischen Kleinbahnen. Beide sind nicht einsatzfähig und sollen aufgearbeitet werden.
Im November und Dezember 2015 kam es zu zwei schwerwiegenden Leitungsdiebstählen: Zwischen den Haltestellen Friedrichshammer und Kaltenbach wurde im November nahezu die gesamte Oberleitung entfernt. Im Dezember wurde die Oberleitung zwischen Friedrichshammer und Petrickshammer heruntergerissen. Da die Diebe dieses Mal von einem Zeugen gehört wurden, mussten sie die Oberleitung zurücklassen. Beide Male wurden Strommasten und andere technische Vorrichtungen zerstört, aufgrund dessen wurde beim ersten Diebstahl auch ein Wagen beschädigt. Der Gesamtschaden belief sich auf über 100.000 Euro. Da die BMB die Schadenssumme nicht alleine tragen konnte, wurde ein Spendenaufruf gestartet. Im Februar 2016 wurden erneut Oberleitungen (Schaden: 6000 Euro) gestohlen. Die Oberleitung wurde bis Ende April 2016 wieder instand gesetzt und ist seitdem wieder in kompletter Länge befahrbar.
Aufgrund eines Trafoschadens an der Gleichrichterstation, welche die Strecke mit Fahrstrom versorgt, musste der Saisonbeginn 2017 auf Mai verschoben werden.
Zum 50-jährigen Vereinsjubiläum 2019 fanden einige Sonderaktionen statt: Mit Unterstützung der Wuppertaler Stadtwerke (WSW) wurden fünf Themenvorträge zum ÖPNV in Wuppertal und Umgebung gehalten. Für September 2019 ist die Inbetriebnahme des Hagener Beiwagens 131 geplant.
Am Abend des 14. Juli 2021 ließ anhaltender Starkregen die Wupper und das Grundwasser bei der Hochwasserkatastrophe stark ansteigen. Hiervon waren in weniger als einer Stunde Bahnbetriebshof, Vereinsheim und Wagenhalle betroffen. Nachdem die bis zu 60 cm tiefe Flut im Laufe der nächsten zwei Tage abgeflossen war, blieben eine Schneise der Verwüstung und hartnäckiger Schlamm zurück. Die Fahrzeuge mussten danach alle geprüft und repariert werden. Der Museumsbahn blieb bis April 2025 geschlossen. Seit April 2025 fährt sie wieder an den angekündigten Fahrtagen von April bis Oktober.

## Strecke

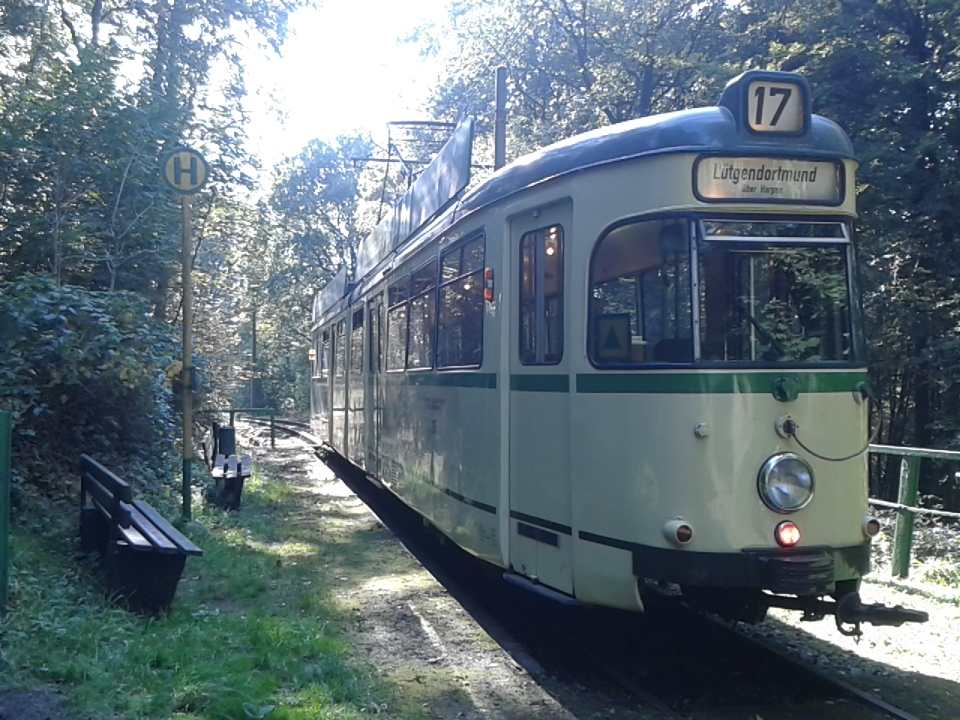
Der „Bochumer“ Gelenktriebwagen 275 GT6Z an der Haltestelle Petrikshammer (Manuelskotten)

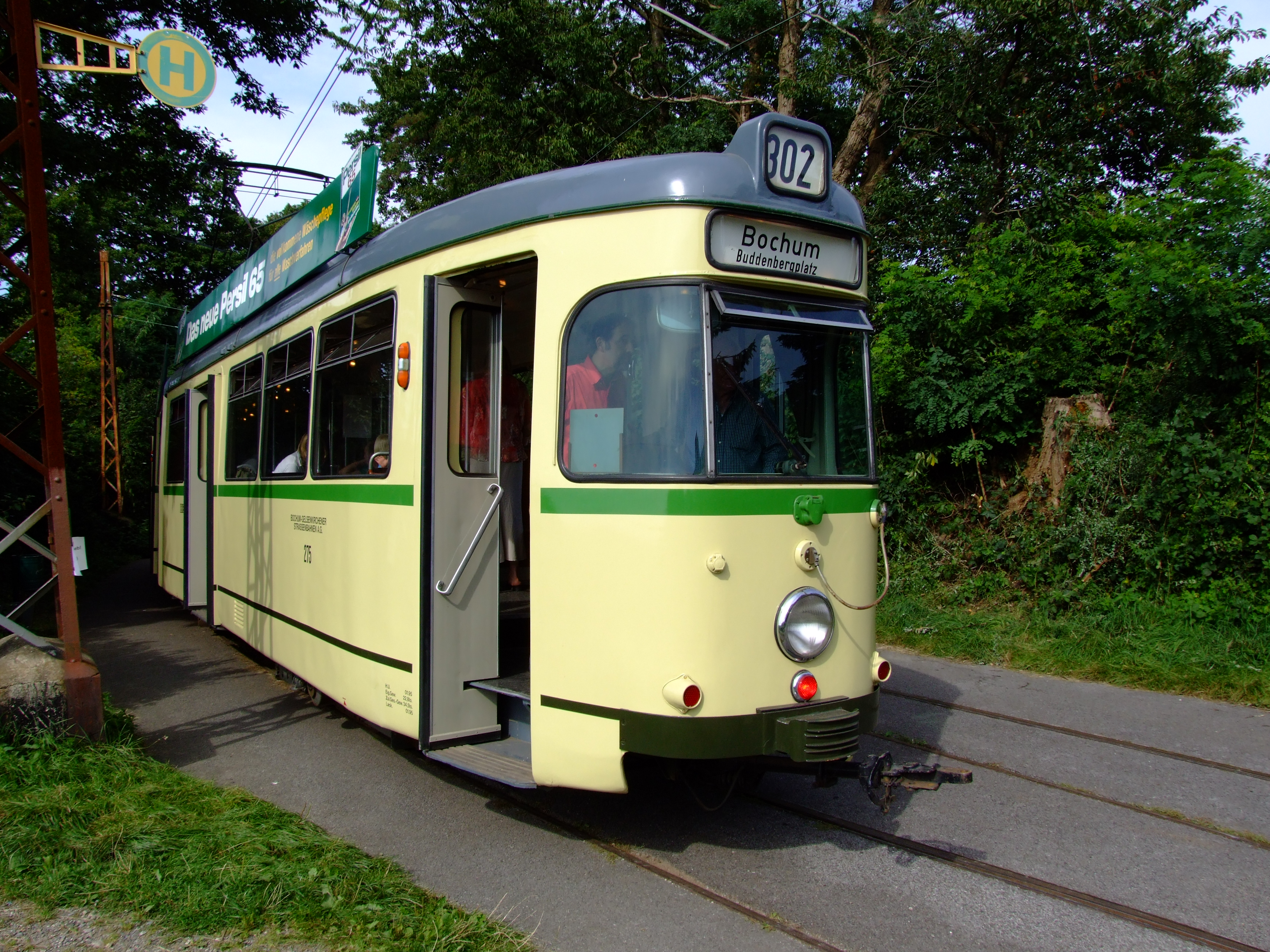
„Der Bochumer“ Tw 275 an der Endhaltestelle Greuel (Naturfreundehaus)

Die Strecke beginnt etwa 50 m östlich der Kohlfurther Brücke. Dort befindet sich das Depot mit den Ausstellungsfahrzeugen und ein Buchladen, der in einem Straßenbahnfahrzeug untergebracht ist. Ein Ausziehgleis liegt bis zur Kohlfurther Brücke, dort endet heute die Strecke. Östlich des Depots windet sich die Strecke nach Süden, um dann nach einer 180-Grad-Kurve dem Kaltenbachtal nach Norden zu folgen. Bedient werden derzeit sechs Haltestellen, die Endstation ist Greuel. Eine Wiederinbetriebnahme des folgenden Abschnittes bis Möschenborn ist geplant und muss noch planfestgestellt werden. In Möschenborn ist als Streckenende eine doppelgleisige Endhaltestelle vorhanden.
Die Strecke überwindet einen Höhenunterschied von ca. 150 Metern, was bedeutet, dass eine durchschnittliche Steigung von 5 % zu bewältigen ist. Der größte Teil der Trasse verläuft durch ein Waldgebiet und ist damit typisch für ein ehemaliges Überlandstraßenbahn-Netz. Rein städtische Streckenabschnitte gibt es dagegen nicht; im Straßenplanum verlegte Gleisabschnitte bestehen nur noch auf dem Teilstück vor der Kohlfurther Brücke.

## Fahrzeuge

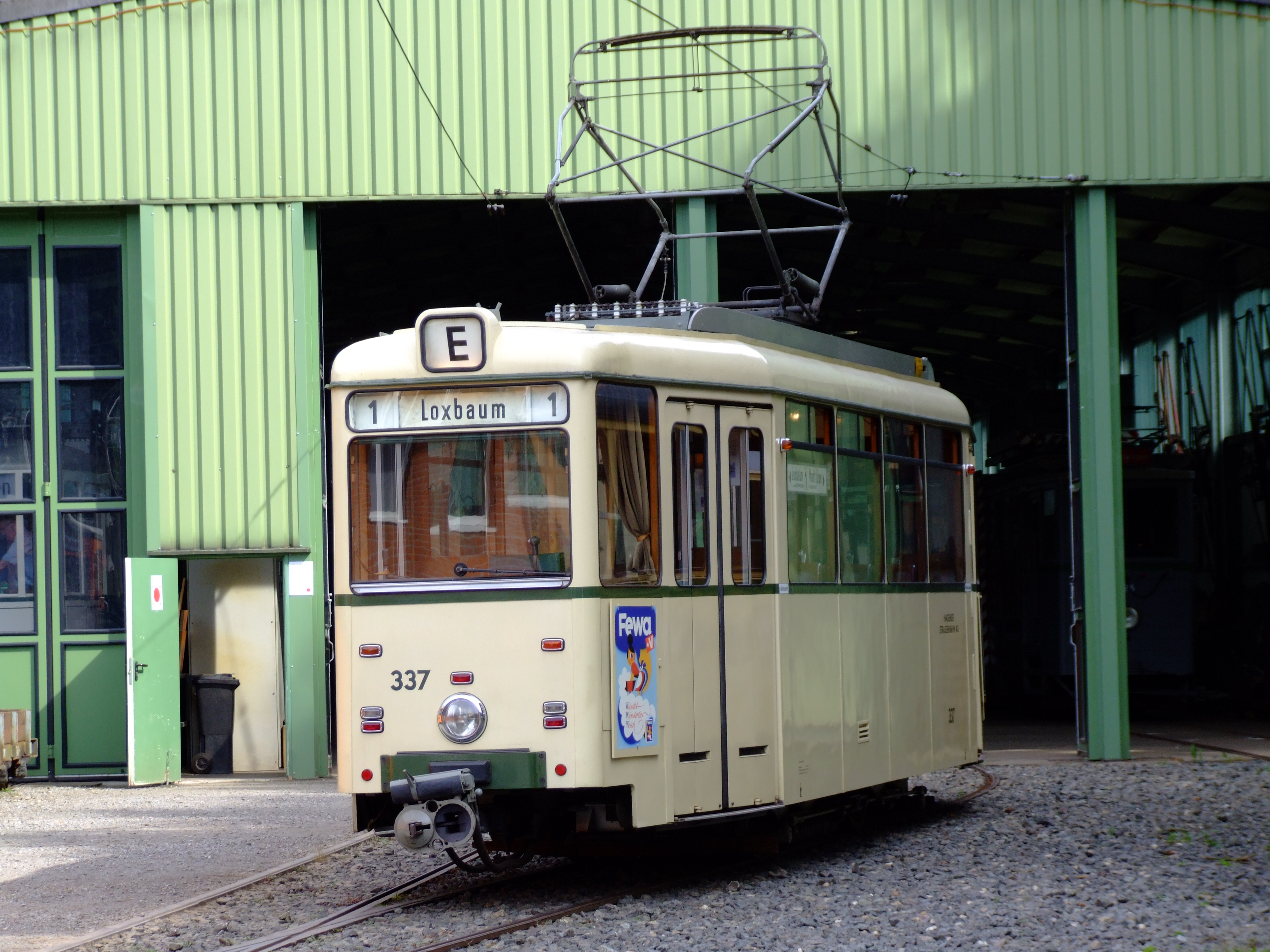
„Der Hagener“ Triebwagen 337 vor der Wagenhalle in der Kohlfurth

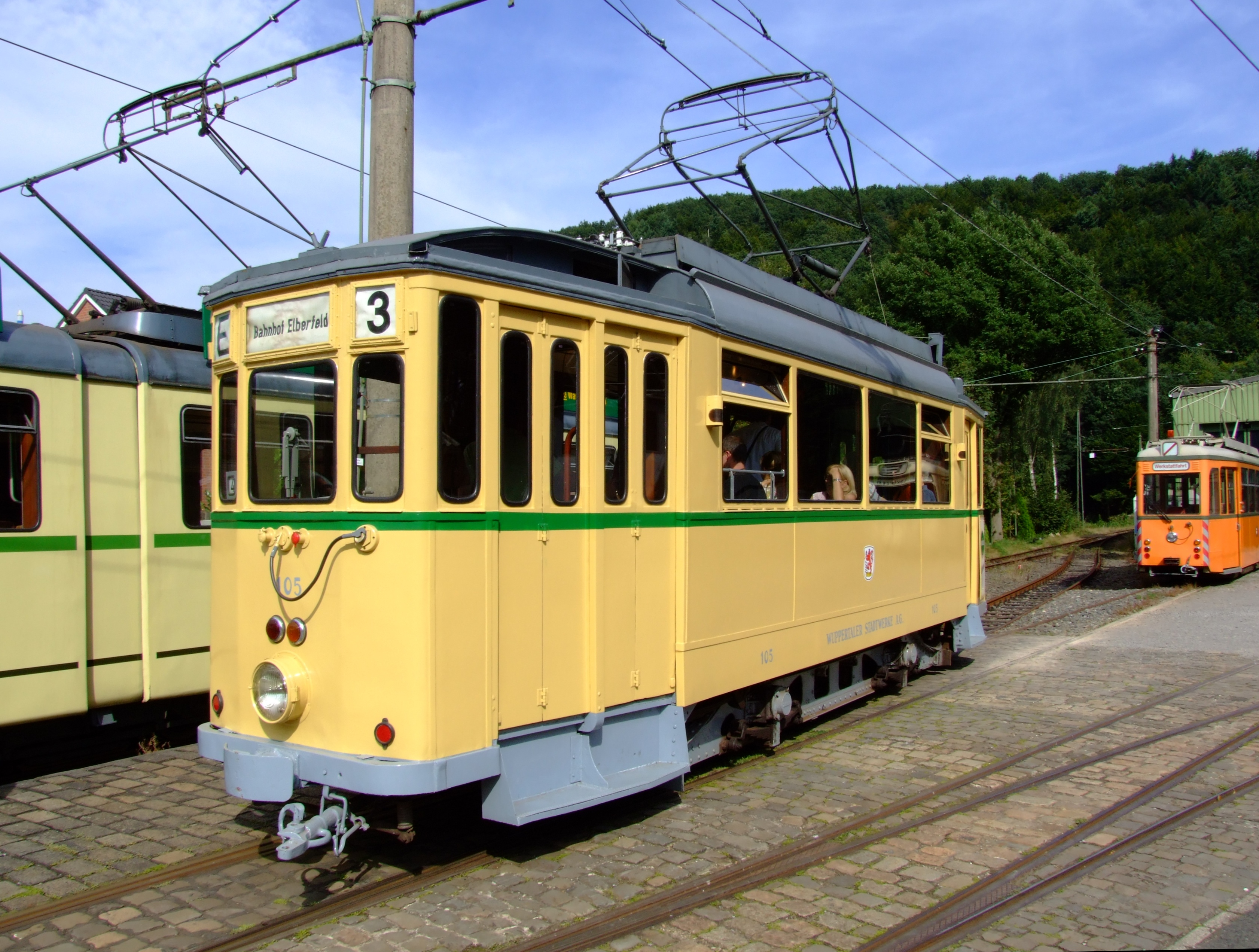
„Der Elberfelder“ Triebwagen 105 ist ein „echter“ Wuppertaler

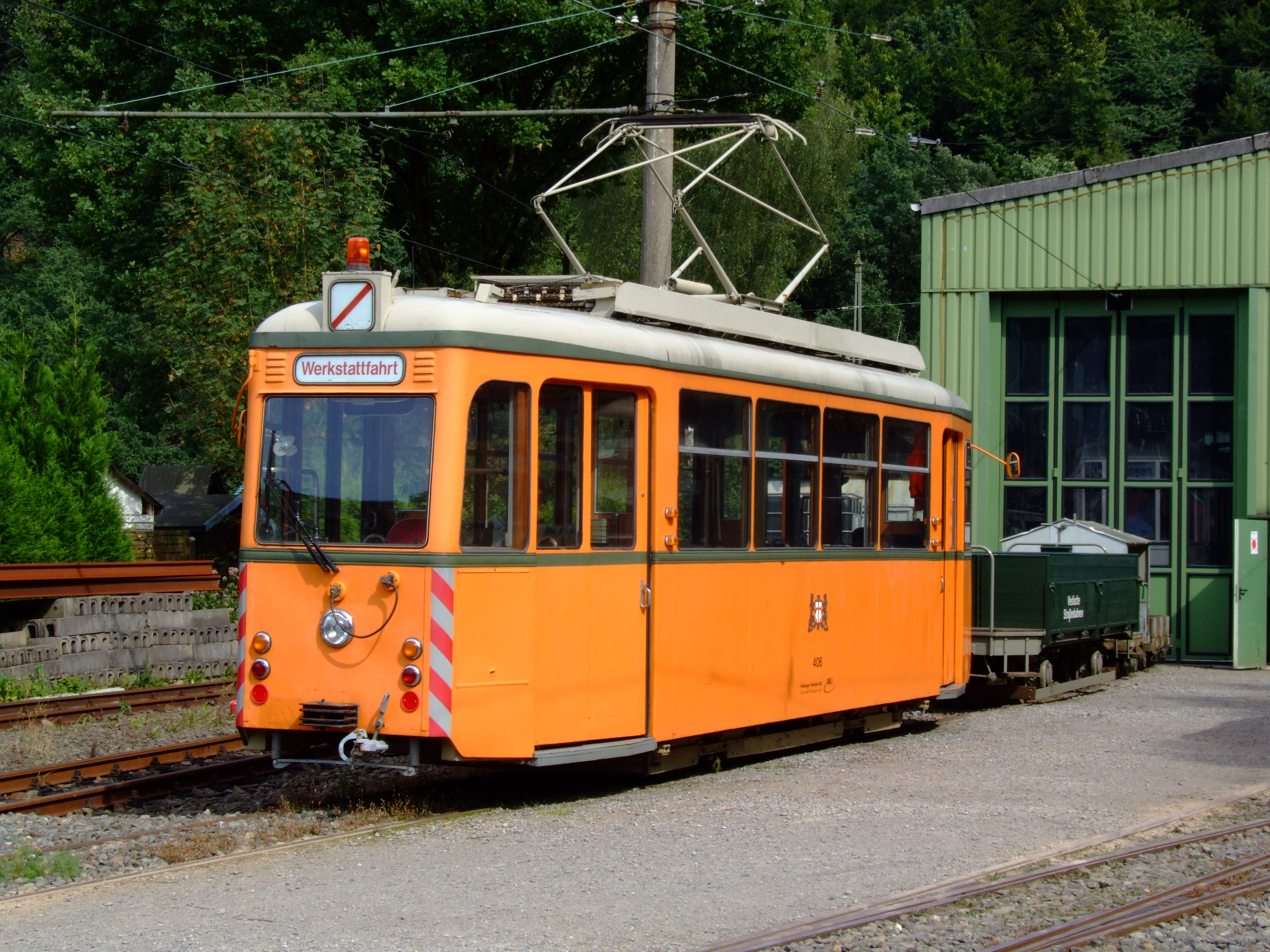
Der ehemalige Freiburger Triebwagen 406 kommt bei sämtlichen Arbeiten zum Einsatz

Insgesamt besitzt der Verein 29 Straßenbahntrieb- (Tw) und Beiwagen (Bw) und einige Güter- (Gw) und Arbeitsloren. Fünf dieser Fahrzeuge kommen derzeit (Stand 2017) im laufenden Fahrgastbetrieb auf der Strecke zum Einsatz, drei Trieb- und ein Beiwagen befinden sich in Aufarbeitung und sollen in den nächsten Jahren in den Fahrgastbetrieb zurückkehren. Für Wartungsarbeiten an der Strecke stehen drei Arbeitswagen (ATw) und drei Loren betriebsfähig zur Verfügung, die übrigen Fahrzeuge sind zwar zum Teil fahrbereit, jedoch ohne Zulassung und im unrestaurierten Zustand abgestellt.
| Wagennr.              | Hersteller mechanisch / elektrisch | Baujahr   | Ursprungsbetrieb                        | letzter Eigentümer             | bei BMB seit | Zustand                                                        |
| --------------------- | ---------------------------------- | --------- | --------------------------------------- | ------------------------------ | ------------ | -------------------------------------------------------------- |
| Lok 1                 | AEG                                | 1927      | Hagener Straßenbahn AG                  | Regionalverkehr Bern–Solothurn | 2022         | nicht betriebsfähig abgestellt                                 |
| ATw 41 (Schleifwagen) | Schörling / SSW                    | 1952      | Städtische Straßenbahnen Solingen       | Mülheimer VerkehrsGesellschaft | 2009         | im Einsatz                                                     |
| Tw 49                 | Weyer / AEG                        | 1921      | Stadtwerke Remscheid                    | Stadtwerke Remscheid           | 1969         | nicht betriebsfähig abgestellt                                 |
| ATw 93                | MAN/SSW                            | 1920      | Bergische Kleinbahnen                   | WSW                            | 1970         | nicht betriebsfähig abgestellt                                 |
| Tw 94                 | Gebr. Schöndorff / SSW             | 1928      | Barmer Bergbahn                         | privat, Hückeswagen            | 1996         | im Einsatz                                                     |
| Tw 105                | Talbot                             | 1927      | Bergische Kleinbahnen                   | WSW                            | 1970         | im Einsatz                                                     |
| Tw 106                | Westwaggon / Siemens               | 1960      | Stadtwerke Remscheid                    | HEAG                           | 1992         | nicht betriebsfähig, Aufarbeitung geplant                      |
| Tw 107                | DÜWAG                              | 1936      | Rheinbahn                               | ASEAG                          | 1976         | im Einsatz                                                     |
| Tw 115                | Uerdingen / SSW                    | 1931      | Bergische Kleinbahnen                   | WSW                            | 1970         | nicht betriebsfähig abgestellt                                 |
| Tw 120                | Westwaggon / Kiepe                 | 1949      | Stadtwerke Remscheid                    | privat, Hückeswagen            | 2014         | nicht betriebsfähig abgestellt                                 |
| Tw 128                | MAN / SSW                          | 1918      | Bergische Kleinbahnen; 1919 ex Augsburg | WSW                            | 1970         | nicht betriebsfähig abgestellt, in optischer Aufarbeitung      |
| Tw 141                | Uerdingen / SSW                    | 1928      | Straßenbahn Ennepe                      | WSW                            | 1970         | nicht betriebsfähig abgestellt                                 |
| Tw 159                | MAN                                | 1925      | Bergische Kleinbahnen                   | WSW                            | 1970         | in Aufarbeitung                                                |
| Tw 239                | Van der Zypen & Charlier / SSW     | 1925      | Barmer Straßenbahn                      | WSW                            | 1987         | betriebsfähig, kann aufgrund Spurweite nicht eingesetzt werden |
| Tw 275                | DÜWAG                              | 1957      | BOGESTRA                                | BOGESTRA                       | 1995         | im Einsatz                                                     |
| Tw 323                | DÜWAG                              | 1956      | Hagener Straßenbahn                     | Hagener Straßenbahn            | 1975         | Aufarbeitung gestoppt;                                         |
| Tw 337                | DÜWAG                              | 1957      | Hagener Straßenbahn                     | Hagener Straßenbahn            | 1976         | im Einsatz                                                     |
| Tw 342                | DÜWAG                              | 1952      | Vestische Straßenbahnen                 | Vestische Straßenbahnen        | 1979         | in Aufarbeitung                                                |
| ATw 406               | Rastatt/SSW                        | 1953      | Freiburger Verkehrs AG                  | Freiburger Verkehrs AG         | 2003         | im Einsatz                                                     |
| ATw 628 (Turmwagen)   | WSW-Werkstatt / SSW                | 1912/1950 | WSW                                     | WSW                            | 1970         | im Einsatz                                                     |
| Bw 131                | DÜWAG                              | 1956      | Hagener Straßenbahn                     | Hagener Straßenbahn            | 1976         | in Aufarbeitung                                                |
| Bw 266                | MAN                                | 1925      | Bergische Kleinbahnen                   | privat, Hückeswagen            | 2014         | nicht betriebsfähig abgestellt                                 |
| Lore 560              | Rastatt                            | 1944      | Vestische Straßenbahnen                 | Vestische Straßenbahnen        | 1991         | im Einsatz                                                     |
| Lore 729              | Van der Zypen & Charlier           | 1894      | Ronsdorf-Müngstener Eisenbahn           | WSW                            | 1970         | im Einsatz                                                     |
| Bw 911                | Uerdingen                          | 1949      | WSW                                     | WSW                            | 1970         | nicht betriebsfähig abgestellt                                 |
| Lok 601               | WSW-Werkstatt / Siemens            | 1927/1932 | Barmer Bergbahn                         | Rheinbahn                      | 1999         | Denkmal                                                        |
| Gw 685                | Bothmann                           | 1928      | Thüringerwaldbahn                       | Thüringerwaldbahn              | 1999         | Denkmal                                                        |
| Bw 1656               | Düwag                              | 1960      | Rheinbahn                               | Rheinbahn                      | 2006         | Verkaufsraum Bücherstraßenbahn                                 |

### Ehemalige Fahrzeuge
| Wagennr.               | Hersteller mechanisch / elektrisch | Baujahr   | Ursprungsbetrieb                 | bei BMB seit | Verbleib                                             | Bemerkung                                  |
| ---------------------- | ---------------------------------- | --------- | -------------------------------- | ------------ | ---------------------------------------------------- | ------------------------------------------ |
| Tw 23                  | Uerdingen / AEG                    | 1912      | Städtische Straßenbahnen Hamborn | 2006         | 2025 Abgegeben                                       |                                            |
| Tw 113                 | Talbot / SSW                       | 1927      | Bergische Kleinbahnen            | 1970         | 2023 Abgegeben an Alte Dreherei, Mülheim an der Ruhr |                                            |
| Tw 341                 | DÜWAG                              | 1952      | Vestische Straßenbahnen          | 2020         | 2021 verschrottet                                    | Ersatzteilspender für Tw 342               |
| ATw 610 (Schleifwagen) | Seidlitz & Kuschmierz / Kiepe      | 1900/1950 | BOGESTRA                         | 1990         | 2022 verkauft an privat                              |                                            |
| ATw 683                | Credé/AEG                          | 1951      | BOGESTRA                         | 1988         | 2017 verkauft an privat                              |                                            |
| Tw 53                  | Esslingen/AEG                      | 1928      | Straßenbahn Reutlingen           | 1974         | 2006 verkauft nach Reutlingen                        |                                            |
| Bw 20                  | Esslingen                          | 1939      | Straßenbahn Reutlingen           | 1974         | 2008 verkauft nach Reutlingen                        |                                            |
| Tw 226                 | DÜWAG                              | 1957      | Stadtwerke Frankfurt am Main     | 1996         | 2005 verschrottet                                    | Bücherstraßenbahn, ersetzt durch Bw 1656   |
| Tw 244                 | Gebr. Schöndorff                   | 1928      | Rheinbahn                        | 2000         | 2009 verkauft                                        | Ursprünglich Umbau zum Beiwagen vorgesehen |
| Tw 96                  | Waggonfabrik Fuchs                 | 1948      | BOGESTRA                         | 1976         | Seit 2019 im Besitz der VhAG BOGESTRA                |                                            |
| Bw 195                 | DÜWAG                              | 1955      | Vestische Straßenbahnen          | 1979         | 2022 verkauft an Privat                              |                                            |
| Tw 510                 | Fuchs                              | 1948      | Augsburger Verkehrsbetriebe      | 1994         | 2024 verkauft                                        |                                            |

## Betrieb
Auf dem derzeit befahrbaren Streckenteil zwischen Kohlfurth und Greuel finden regelmäßige Straßenbahnfahrten von April bis Oktober an jedem zweiten und vierten Sonntag im Monat sowie am Pfingstsonntag und -montag statt. Zudem werden Nikolausfahrten für Kinder angeboten. Das Straßenbahnmuseum selbst kann auch außerhalb der Fahrtage an Samstagen von 11:00 bis 17:00 Uhr besichtigt werden. Jährlich nutzen etwa 30.000 Besucher dieses Angebot, womit das Bergische Straßenbahnmuseum das am zweithäufigsten besuchte Museum Wuppertals ist.
Der Fahrbetrieb wird durch ehrenamtliche Mitglieder des Vereines durchgeführt. Sie sind für den Fahrdienst auf den einzelnen Fahrzeugen ausgebildet und werden jährlich nachgeschult.
Um den Regelbetrieb aufrechtzuerhalten, werden ganzjährige Wartungsarbeiten auf Hof und Strecke durchgeführt. Die rund 20 aktiven Mitglieder des Vereines decken dabei die Tätigkeitsfelder vom Gleisbau über Vegetationspflege bis hin zum Oberleitungsbau ab. Neben diesen Tätigkeiten werden auch weitere Projekte verwirklicht und Fahrzeuge aufgearbeitet.

Bildergalerie
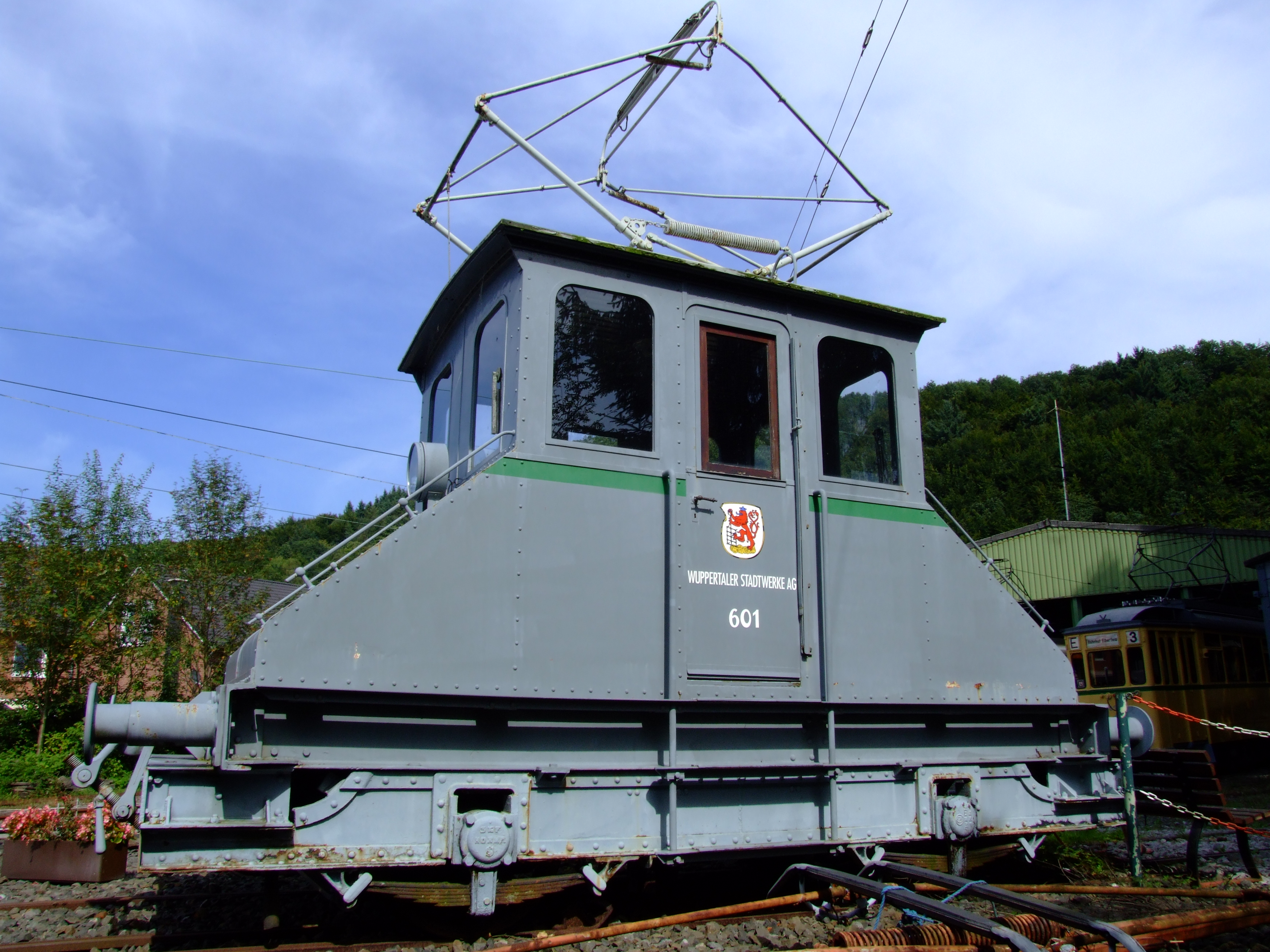
Lok 601 wird als Denkmal ausgestellt.
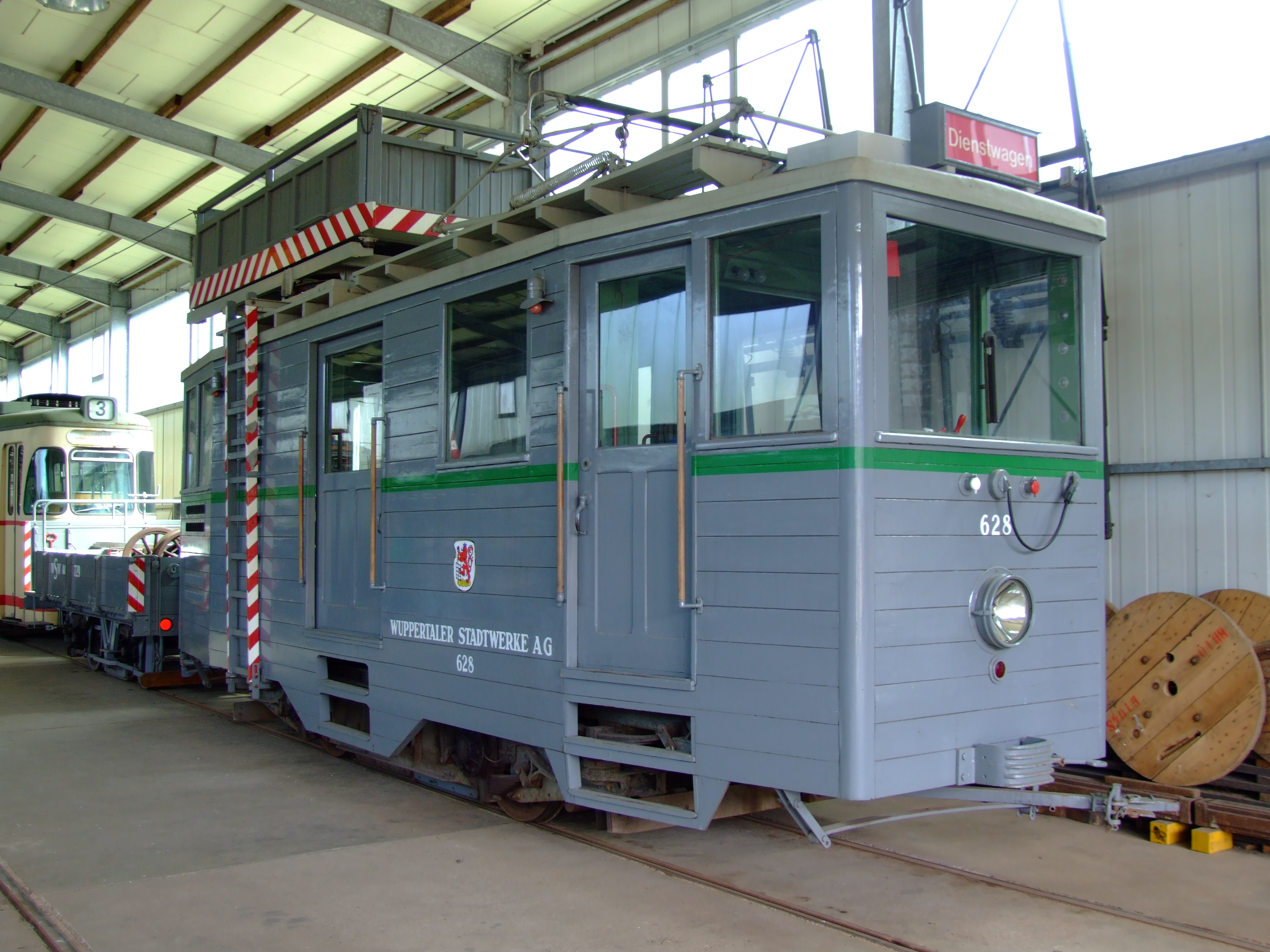
ATw 628 ist einsatzfähig, er kommt u. a. bei Arbeiten an der Oberleitung zum Einsatz.
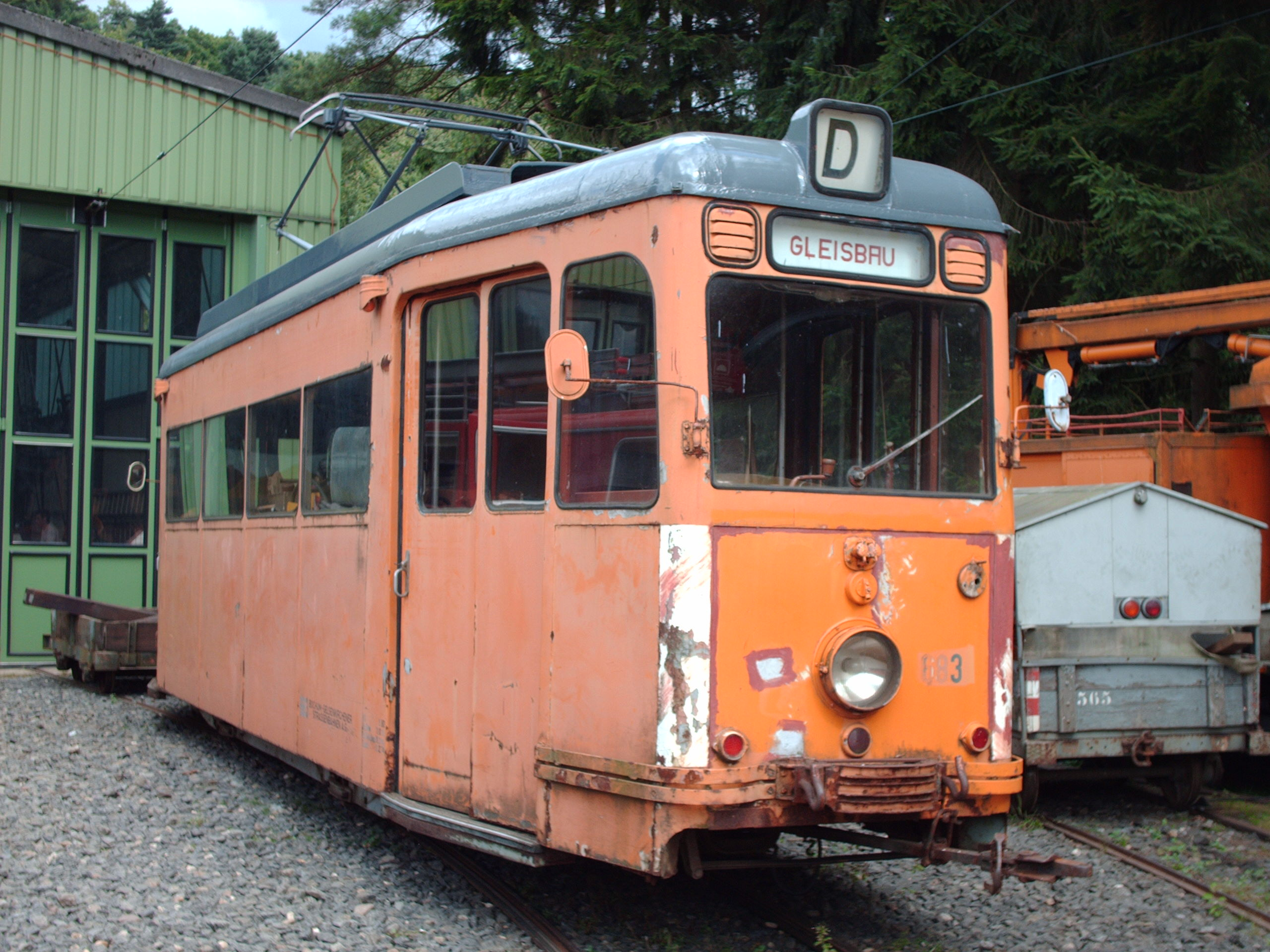
ATw 683 wurde vor allem für Gleisbauarbeiten genutzt und ist inzwischen verkauft.
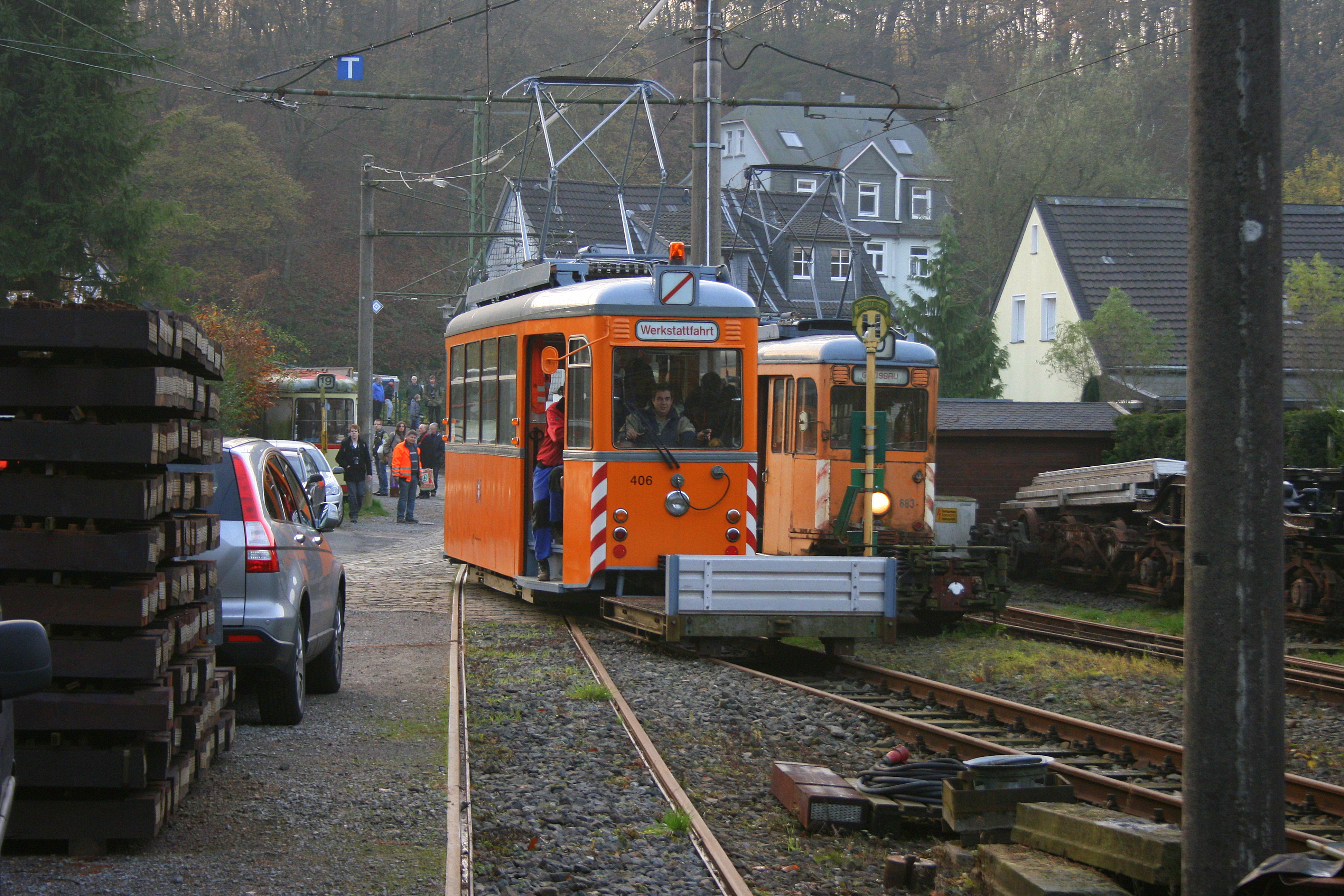
ATw 406 (links) mit ATw 683.
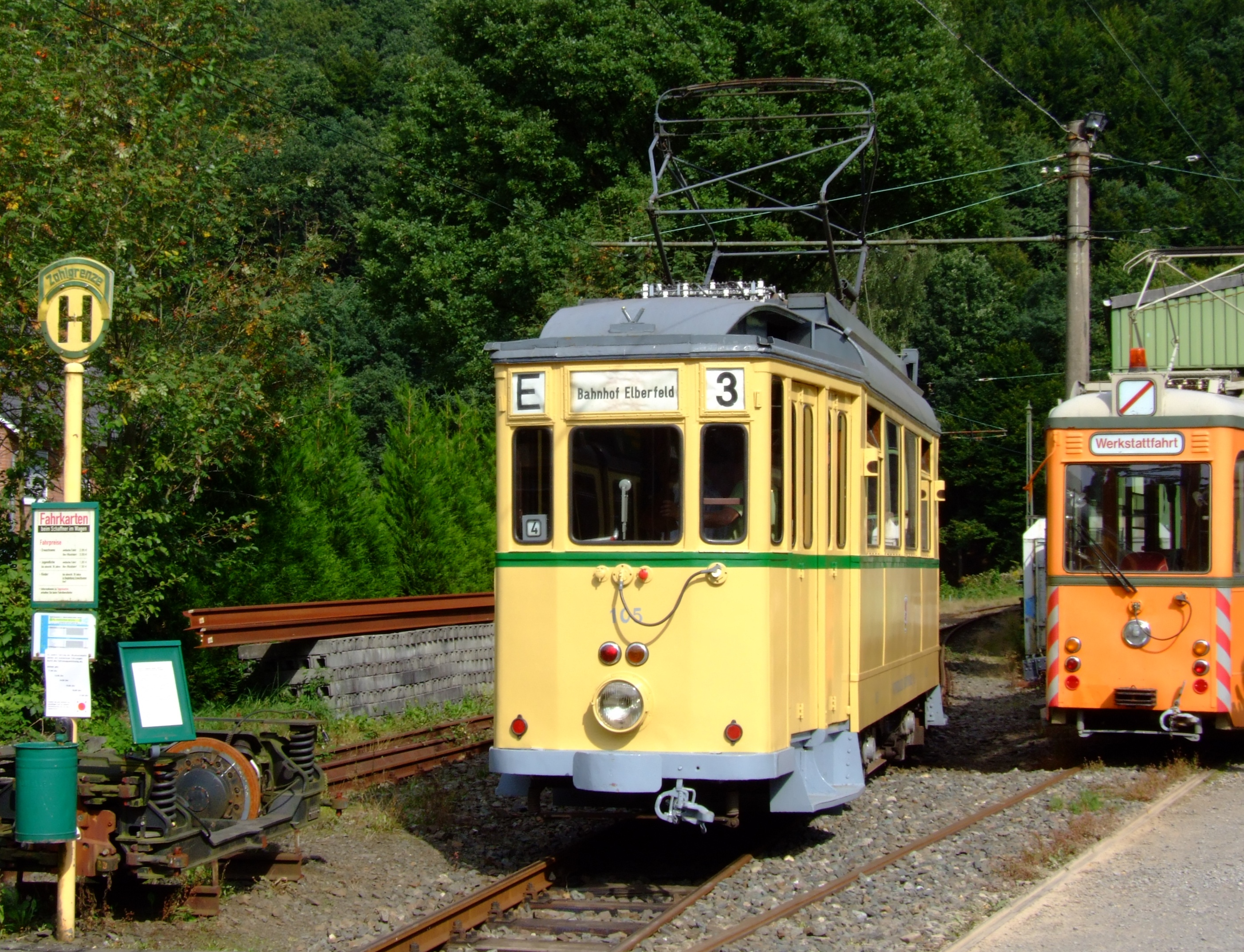
Tw 105 wird an den meisten Fahrtagen eingesetzt.
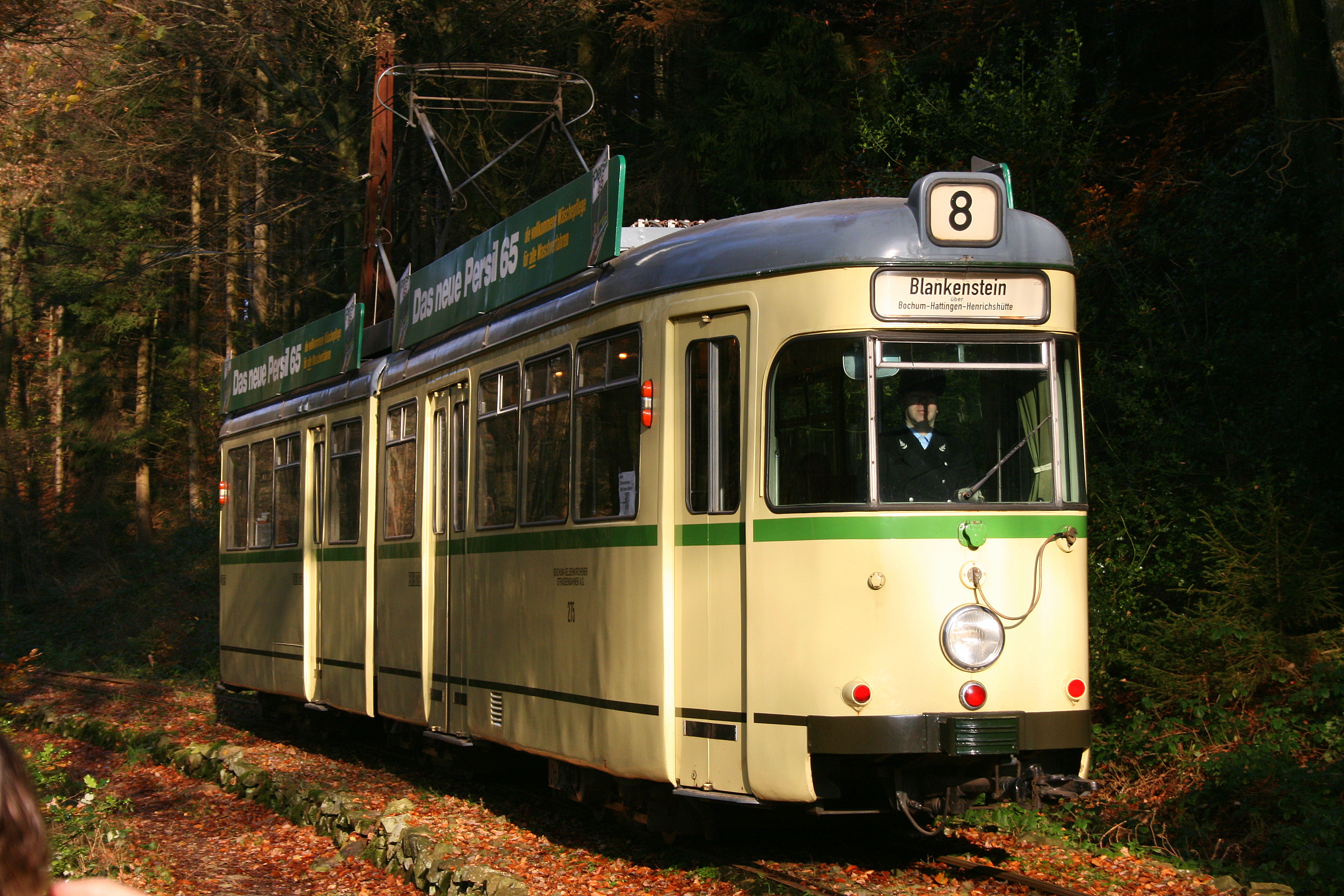
Tw 275 wird vor allem bei starkem Fahrgastandrang, sowie bei den Nikolausfahrten eingesetzt.
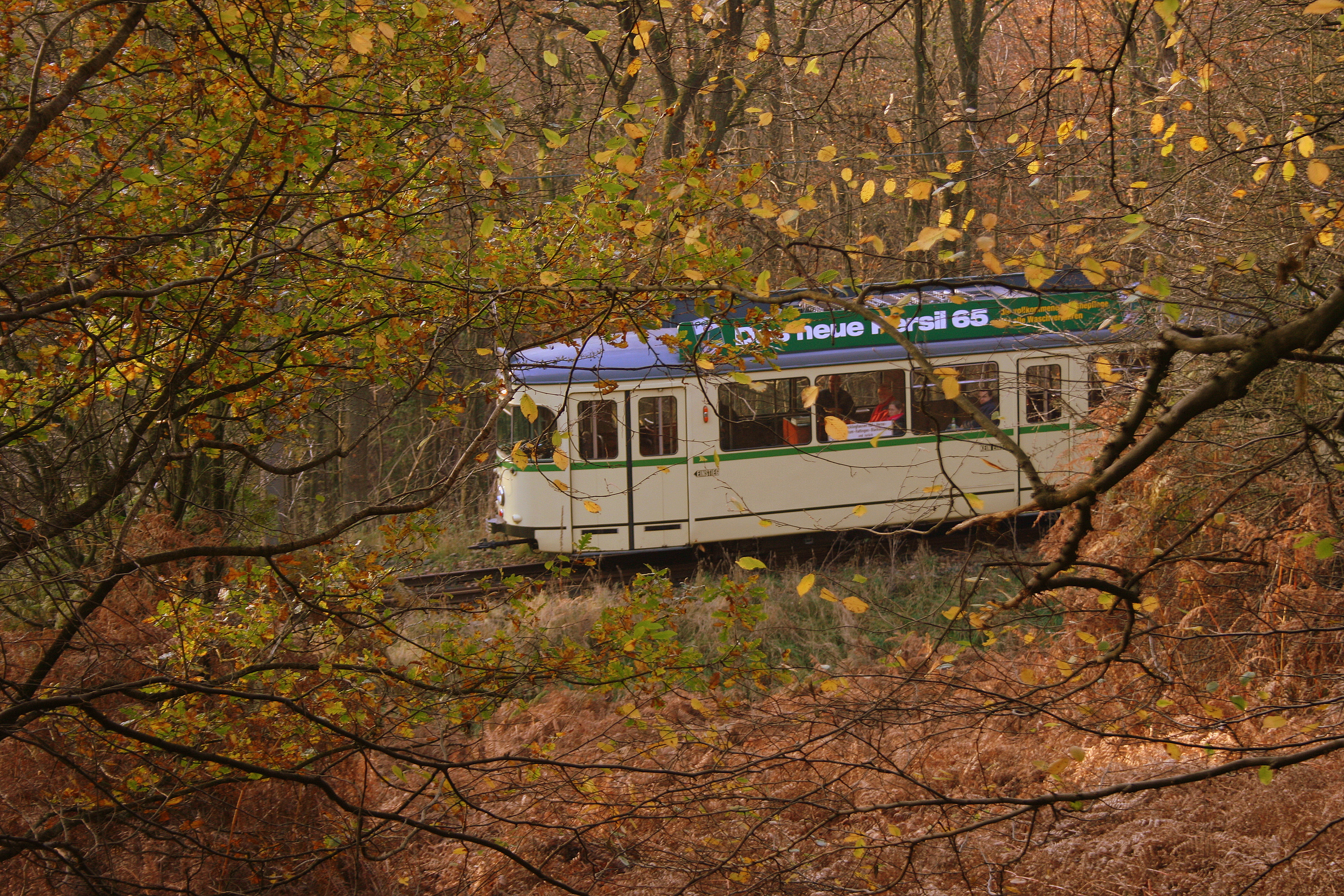
Die Strecke führt fast ausschließlich durch bewaldetes Gelände (Tw 275).
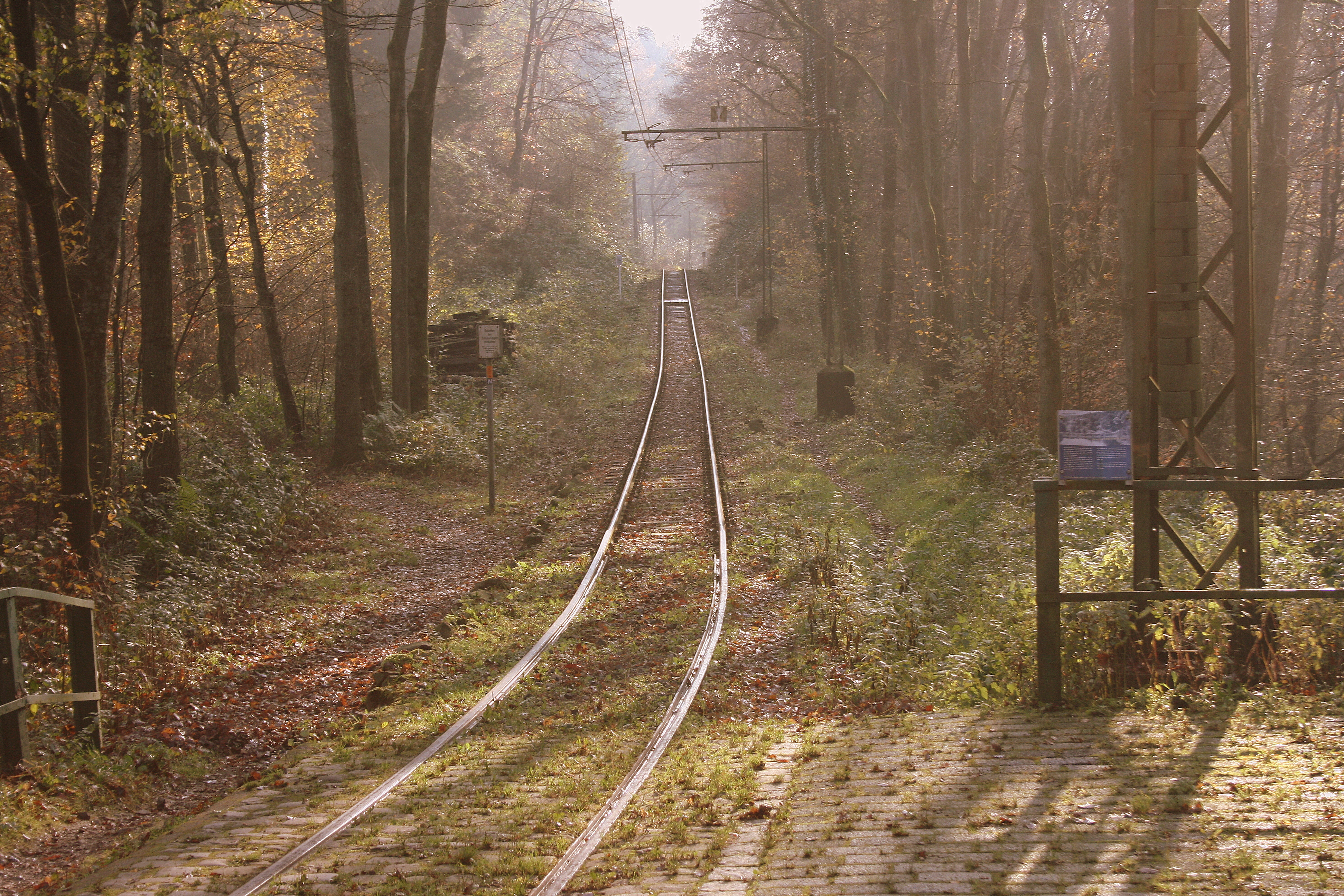
Haltestelle Friedrichshammer. Benannt nach einem ehemaligen Schmiedehammer.
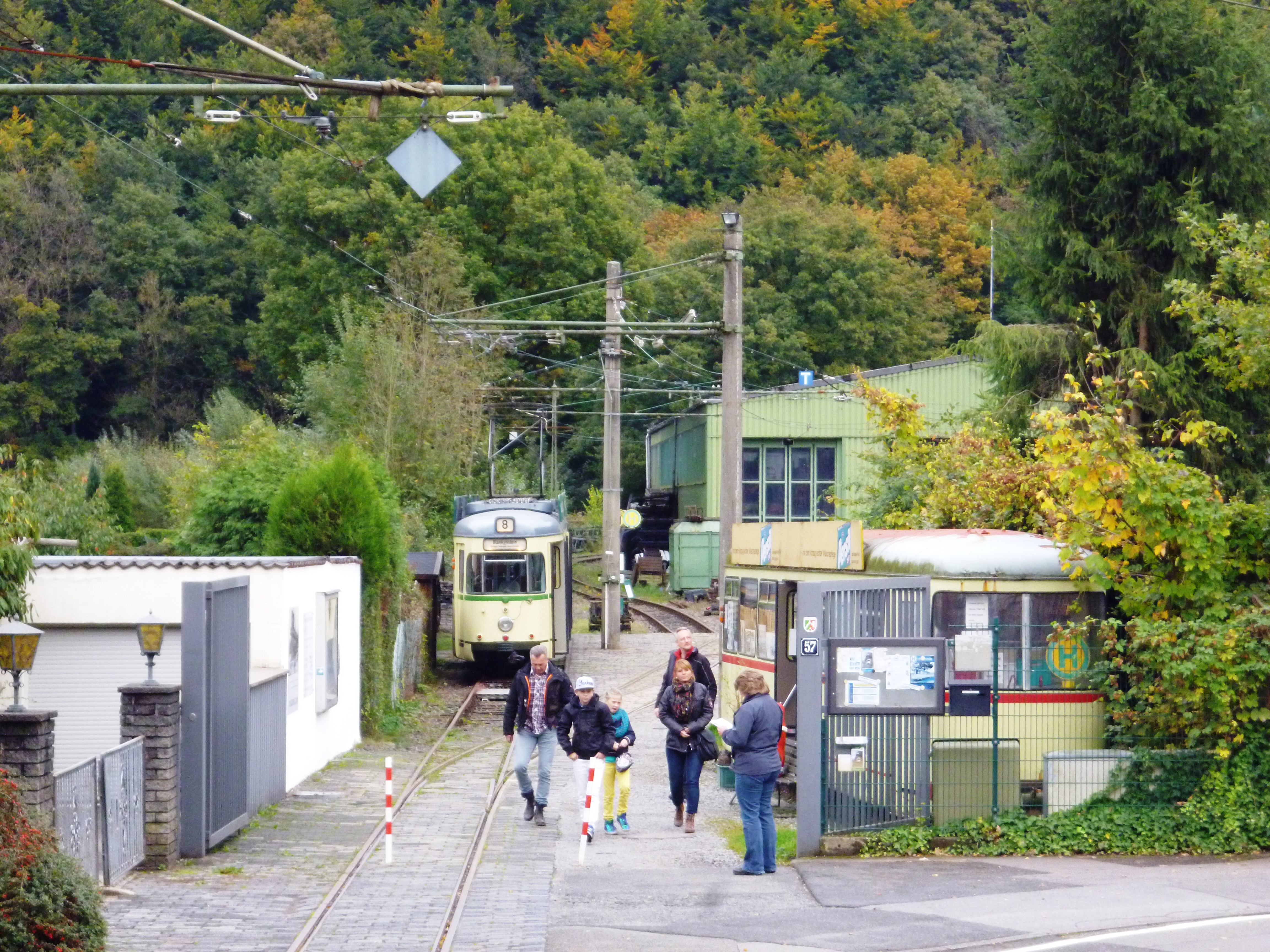
Haupteingang zum Gelände. Rechts der Verkaufsraum für Andenken, Modelle und Bücher, die „Bücherstraßenbahn“.
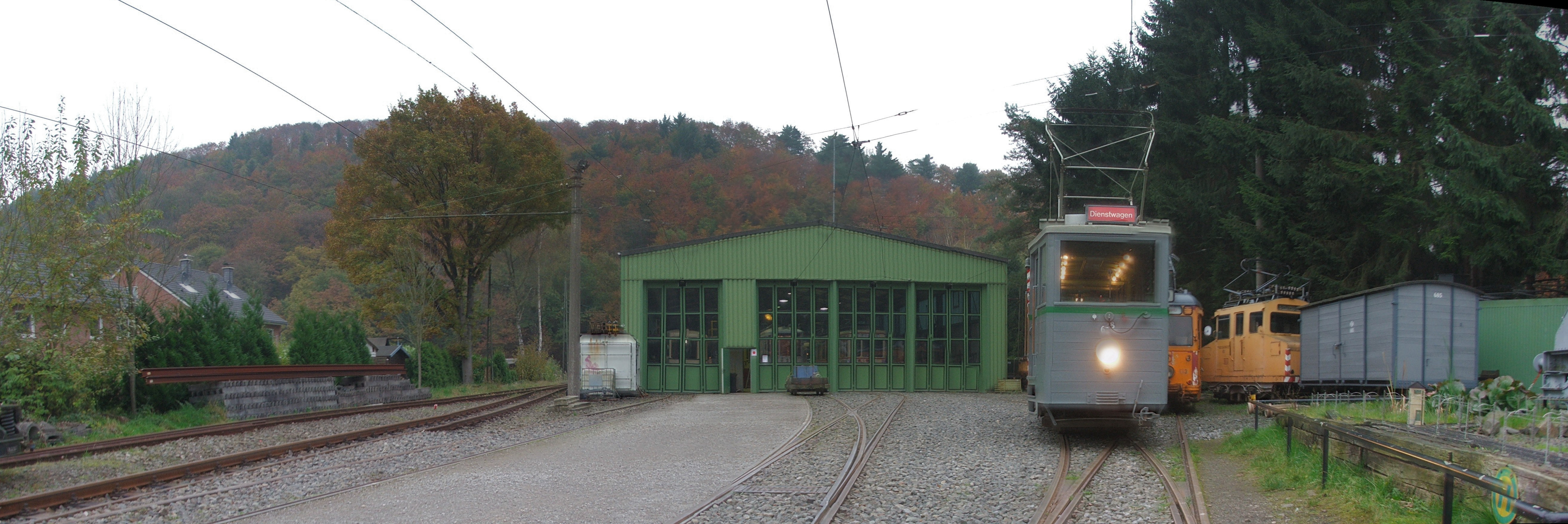
Gleisvorfeld